# 夏克里克避暑別墅區 (加利福尼亞州)
夏克里克避暑別墅區（英語：Shay Creek Summer Home Area）是位於美國加利福尼亞州阿爾派恩縣的一個非建制地區。該地的面積和人口皆未知。

## 地理
夏克里克避暑別墅區的座標為38°41′39″N 119°50′02″W / 38.69417°N 119.83389°W，而該地的平均海拔高度為1818米（即5964英尺）。